# ベリト・アウンリ
ベリト・アウンリ（Berit Kristine Aunli、旧姓Kvello、1956年6月9日 - ）はノルウェー、ヌール・トロンデラーグ県Stjørdal出身の元クロスカントリースキー選手。1970年代後半から1980年代前半に国際大会で活躍した。結婚前はベリト・クヴェーロとして活動。
夫はオリンピックメダリストのオヴェ・アウンリ、父は1960年代にクロスカントリースキーノルウェー代表チームの監督を務めるなどしたクリステン・クヴェーロ(Kristen Kvello)。

## プロフィール
19歳で1976年インスブルックオリンピック代表に選出され、5km17位、10km18位、リレー5位の成績を残した。
1978年ノルディックスキー世界選手権では5km7位、10km・20kmとも6位、リレー5位と活躍、1980年のレークプラシッドオリンピックではリレーで銅メダルを獲得した。
1981年のホルメンコーレンスキー大会20kmで優勝。
自国開催の1982年ノルディックスキー世界選手権では5km・10km・リレーで金メダルの三冠、20kmで銀メダル獲得、またこのシーズンのクロスカントリースキー・ワールドカップで総合優勝と大活躍を見せ、同年のノルウェースポーツパーソンオブザイヤー(Norwegian Sportsperson of the Year)を受賞、1983年にはホルメンコーレン・メダルを受章した。
1984年サラエボオリンピックでも5km銀、リレー金と2つのメダルを獲得、1985年ノルディックスキー世界選手権ではリレーで銀メダル、5kmと20kmで4位、10kmフリー走法で6位となった。